# Anders Billow
Anders Gustaf Paco Billow, född 17 maj 1890, död 14 mars 1964, var svensk formgivare och typograf.
Han kom till Uppsala 1909 där han studerade konsthistoria för Johnny Roosval. Därefter tjänstgjorde han en tid vid Livrustkammaren, men gled efter ett flertal publiceringsuppdrag över i en professionell verksamhet som formgivare. 1921–1923 var han anställd vid Norstedts förlag, och formgav bland annat dess katalog i samband med Jubileumsutställningen i Göteborg. 1924 började han arbeta hos Nordisk Rotogravyr, där han kom att skapa ett nära samarbete med flera före detta kollegor i museivärlden genom att trycka deras arbeten, bland annat Sigurd Curman, Erik Wettergren, Andreas Lindblom, Sigurd Erixon, Sigurd Wallin, Carl Fries med flera. Bland hans övriga uppdrag märks Tekniska museets årsbok Daedalus som formgavs från 1931. En av hans mer kända arbeten blev hans från 1932 nya typografi för Svenska Turistföreningens årsskrift, vars redaktör han också var åren 1945–1948 samt 1949–1950. Andra betydande formgivningar var Årets bilder (från 1933) och Sverige. Fyrahundraåttio bilder, belysande natur och kultur i gången tid och nutid (1931, engelsk upplaga 1932).
BIllows typografiska formgivning kom till en början att kritiseras hårt, men hans moderna formgivning kom efterhand att vinna allt större acceptans. Han är representerad vid bland annat Nationalmuseum.
Han gifte sig med Eva Billow 1939. Anders Billow är begravd på Uppsala gamla kyrkogård.

## Mer läsning
- Lindberg Sten G., red (1960). Anders Billow: mellan kast och press hos Nordisk rotogravyr 1923-1959. Stockholm: Nord. rotogravyr. Libris 1319014
- Lindberg, Sten G. (1994). ”Anders Billow: typograf och ekonom”. Boktryckare och banbrytare (Stockholm : Sällsk. Bokvännerna, 1994):  sid. 95-110. Libris 2194809